# دورون آلموگ

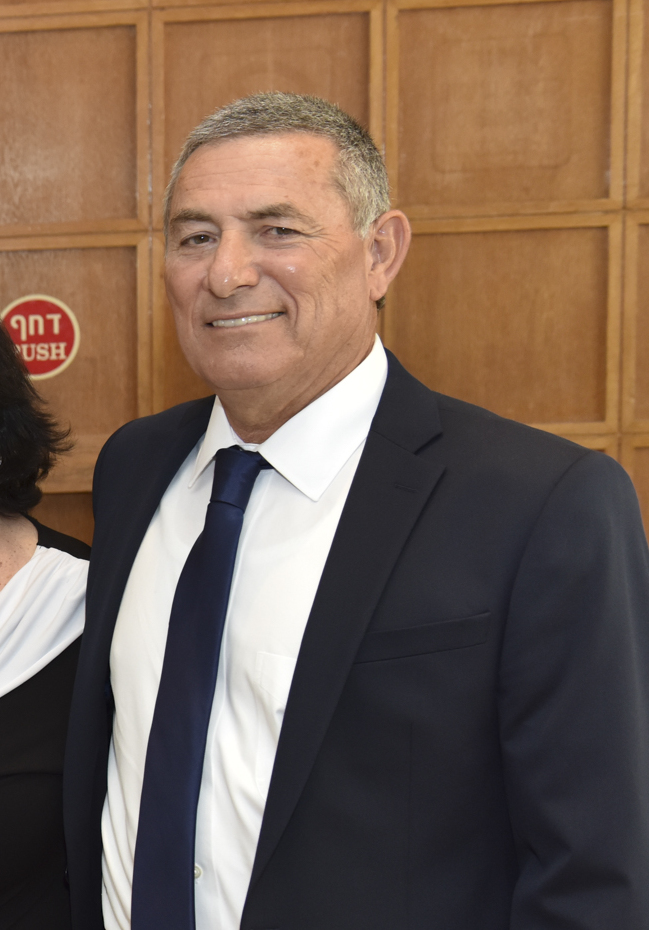
دورون آلموگ، افسر ارشد ارتش اسرائیل - ۲۰۱۶

دورون آلموگ (به انگلیسی: Doron Almog) (زاده ۱۹۵۱) افسر ارشد ارتش اسرائیل است که از سال ۲۰۰۳ فرماندهی نیروهای نظامی اسرائیل در نوار غزه را بر عهده داشت. صدور حکم بازداشت وی توسط یک دادگاه لندن در جریان سفر او به این شهر و عدم اجرای حکم توسط پلیس جنجالهایی در رسانه‌های این کشور برانگیخت.

## اتهام جنایات جنگی
وی متهم است که در دوران فرماندهی خود خانه‌های فلسطینیان را در نوار غزه تخریب کرده‌است. برخی از این فلسطینیان از وی به دادگاهی در انگلیس برای تخریب ۵۹ منزل و سه مورد جنایت جنگی دیگر شکایت کردند و وی را بر اساس کنوانسیون ژنو به جنایات جنگی محکوم کردند. دادگاه‌های انگلیس بنا به قوانین این کشور می‌توانند در رابطه با جنایات جنگی افراد مظنون را حتی اگر محل وقوع جرم خارج از خاک انگلیس باشد تحت تعقیب قرار دهند.

## فرار
این افسر به همراه همسر خود با پرواز هواپیمایی ال عال برای انجام سخنرانی در یک کنیسه‌ای در منطقه سولیهول عازم انگلیس بود. سفارت اسراییل از طریق منابع خود از صدور حکم بازداشت وی مطلع شده و موضوع را به او اطلاع دادند. پس از فرود هواپیما در فرودگاه هیث رو وابسته نظامی اسرائیل با حضور در هواپیما به او توصیه کرد که از هواپیما خارج نشود. نیروهای پلیس انگلیس نیز از ترس مقاومت او و محافظان هواپیما و درگیری نظامی از بازرسی هواپیما خودداری کردند (و به گفته وکلای فلسطینیان به‌طور غیرقانونی) اجازه پرواز مجدد به هواپیمای اسرائیلی دادند. بدین ترتیب وی دو ساعت بعد به اسرائیل بازگردانده شد. در گزارش کارآگاه جان مک بر این در اینباره آمده است: «محرز شد که شرکت هواپیمایی ElAl اجازه ورود به هواپیما را نمی‌دهد… موضوع دیگری که مورد توجه قرار گرفت این بود که پروازهای ElAl ماموران مسلح ویژه خود را دارند وهمین امر، مسئله ی تامین امنیت جانی مردم را در برابر ما می‌گذاشت. بعلاوه در مورد اینکه که آیا آقای «الموگ» با توجه به مقاماش، توسط محافظان شخصی مسلح یا غیرمسلح محافظت می‌شود یا نه، هیچ اطلاعی در دست نبود؛ بنابراین کارآگاه «مک براین» به این نتیجه رسید که چون ورود به هواپیما مورد رضایت طرف مقابل نخواهد بود خطر درگیری مسلحانه به‌طور واقعی وجود خواهد داشت.»
حکم بازداشت وی توسط تیموتی ورکمن قاضی ارشد لندن با تأیید دادستان صادر شده بود.
موضوع فرار وی در فوریه ۲۰۰۸ توسط روزنامه گاردین افشا شد.

## فعالیت در حاشیه خلیج فارس
برخی رسانه از وی به عنوان یکی از افسران فعال در کشورهای حاشیه خلیج فارس نام برده‌اند. بر این اساس شرکت‌های اسرائیلی قراردادهایی برای انتقال تجهیزات امنیتی با کشورهای حاشیه خلیج فارس منعقد کرده‌اند.